# Nachum Goldman
Nachum Goldman (hebrejsky נחום גולדמן‎, anglicky Nahum Goldmann; 10. července 1895 Višněva, Ruské impérium – 29. srpna 1982 Bad Reichenhall, Německo) byl přední sionista. Byl zakladatelem Světového židovského kongresu a v letech 1951–1978 jeho prezidentem, v letech 1956–1968 byl také prezidentem Světové sionistické organizace.

## Životopis
Goldman se narodil ve Višněvě v Ruském impériu (dnešní Bělorusko) do rodiny litevského Žida, který byl horlivým sionistou. V šesti letech se s rodiči přestěhoval do německého Frankfurtu nad Mohanem, kde se jeho otec přátelil s předními sionisty a intelektuály. Navštěvoval zde Musterschule. V roce 1911, když ještě navštěvoval střední školu, se spolu se svým otcem zúčastnil 10. sionistického kongresu. Studoval práva, historii a filozofii v Marburgu, Heidelbergu a Berlíně. Vystudoval práva a filozofii.
V roce 1913 navštívil Palestinu na čtyři měsíce a své dojmy publikoval v následujícím roce v knize Eretz Israel, Reisebriefe aus Palästina, která vyšla ve dvou vydáních. V letech 1916–1918 pracoval pro Nachrichtenstelle für den Orient, zpravodajský a propagandistický úřad napojený na Auswärtiges Amt, který se snažil využít etnických a náboženských nacionalistických proudů v Osmanské říši, jako byl panturkismus, islamismus a sionismus, k omezení rostoucího vlivu Velké Británie a Francie v regionu. V té době stál v čele úřadu prof. Dr. Eugen Mittwoch, přední německý arabista a orientalista a zároveň vůdčí osobnost německé židovské komunity. V roce 1922 založil vydavatelství Eschkol-Publikations-Gesellschaft a podílel se na vydávání sionistického časopisu. V roce 1929 zahájil spolu s Ja'akovem Klackinem projekt Encyclopaedia Judaica, který odrážel práci předních židovských učenců té doby. Vydavatelství vydalo deset svazků Encyclopaedia Judaica v němčině a dva svazky v hebrejštině. Krátce po pivním puči byl nacisty označen za tajného komunistického agenta.
V roce 1934 se oženil s Alicí Gottschalk a měli dva syny: Guida, narozeného v roce 1938 ve Švýcarsku, který v roce 1972 založil German Marshall Fund ve Spojených státech amerických, a Michaela.
V listopadu 1934 požádal Mussoliniho o podporu Židů v Sársku, které se mělo sjednotit s tehdejším nacistickým Německem. V roce 1933 se mu podařilo uniknout zatčení gestapem, protože byl v Palestině na pohřbu svého otce.
V roce 1935 byl zbaven německého občanství a díky zásahu francouzského ministra Louise Barthoua se stal občanem Hondurasu. Později se přestěhoval do Spojených států amerických a usadil se v New Yorku, kde několik let zastupoval Židovskou agenturu.

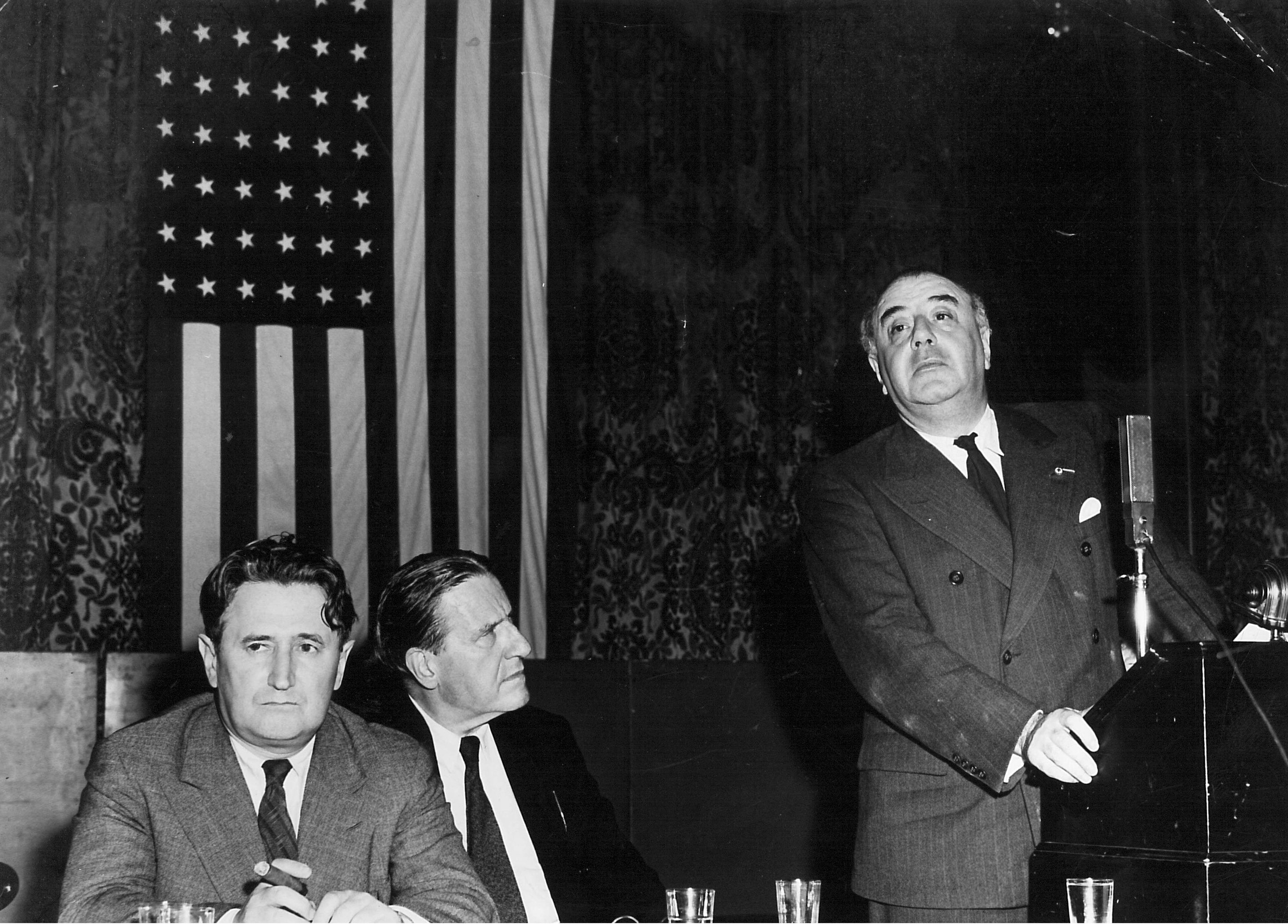
Nachum Goldman, rabín Stephen Samuel Wise a Henry Torres (při projevu) na konferenci Světového židovského kongresu v New Yorku, červen 1942.

V roce 1936 založili Goldman a rabín Stephen Samuel Wise Světový židovský kongres. Goldmanovi je připisováno, že včas předpověděl hrozbu, kterou představoval Hitler a nacistická strana. Na jaře 1942 řekl: „Kdo může předpovědět, co nacistický režim, jakmile se dostane do pozice obklíčeného vraha, udělá v poslední chvíli, než se propadne hanbou?“ Když v říjnu 1942 promluvil k Sionistické americké organizaci a vyslechl zprávy o genocidě, řekl: „Naše generace je v tragické situaci, kdy je polovina generace vyvražďována před našima očima a druhá polovina musí sedět a nemůže této katastrofě zabránit.“ V červnu 1940 se usadil ve Spojených státech amerických, nakonec získal americké občanství a žil zde až do roku 1964.
Zemřel v německém Bad Reichenhallu. Jeho pohřbu se nezúčastnil tehdejší předseda vlády Menachem Begin a izraelská vláda nevydala žádné oficiální smuteční oznámení. Jásir Arafat vyjádřil soustrast: „Palestinci truchlí nad smrtí Nachuma Goldmana. Byl to židovský státník s jedinečnou osobností. Bojoval za spravedlnost a legitimní práva všech lidí.“ Byl pohřben na jeruzalémském národním hřbitově na Herzlově hoře v části vyhrazené prezidentům Světové sionistické organizace.

## Židovský a sionistický aktivismus

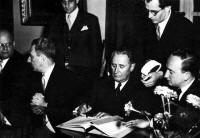
Goldman při podpisu dohody o reparacích mezi Izraelem a Západním Německem, 1952.

Goldman zjistil, že židovské vedení v USA je rozdělené a nemá žádnou soudržnou politiku v době, kdy je jednota „záměrů a cílů životně důležitá“. Hluboce frustrován tímto rozděleným vedením prohlásil: „Za celou dobu svého působení v židovské politice jsem se nikdy necítil tak bezmocný, tak pochmurně zatrpklý jako v tomto případě. Všichni, kdo v těchto dnech mluvíme za židovský lid – a já mezi ně rozhodně patřím – neseme svůj díl viny.“ Goldman i Stephen Samuel Wise, kteří spolu úzce spolupracovali, byli zastánci „demokratizace židovského života“, tedy „informované a asertivní veřejnosti“. Ve válečném stresu a v předvečer amerických prezidentských voleb v roce 1940 však začali pochybovat o účinnosti veřejného nátlaku a dali přednost tiché diplomacii jako účinnějšímu prostředku k dosažení reálných cílů. Právě tento názor, který Goldman a Wise sdíleli, je vedl k tomu, že se důrazně postavili proti agresivnějším a veřejným metodám Hilela Kooka, který se pokoušel zachránit Židy.
Goldman ani židovské vedení kolem něj nevedli veřejnou kampaň proti americkému systému imigračních kvót ani v době, kdy evropští Židé hledali útočiště před nacismem. Někteří američtí Židé, včetně Louise Brandeise a Felixe Frankfurtera, se s jistým úspěchem pokoušeli o tichou diplomacii. Rostoucí počet židovských uprchlíků po anšlusu v roce 1938 však vyvolal další tlak, který vedl prezidenta Franklina D. Roosevelta ke svolání konference v Évianu, která se konala v červenci téhož roku ve Francii. Cílem konference bylo najít domov pro statisíce vysídlených Židů. Goldman se zúčastnil jako pozorovatel Světového židovského kongresu. Z 32 zúčastněných zemí souhlasila s přijetím dalších uprchlíků pouze Dominikánská republika.
Goldman svolal v roce 1942 mimořádnou sionistickou konferenci, která měla vytvořit ucelenou strategii pro zmírnění ničivých dopadů nacistické politiky na evropské Židy, a jejím výsledkem byla Biltmorská konference, která mimo jiné požadovala neomezené židovské přistěhovalectví do Palestiny. Ve svém projevu na konferenci varoval, že nacistickou rétoriku je třeba brát vážně a že pokud by nacisté pokračovali ve své politice, mohli by mít pro evropské Židy genocidní následky. Na zasedání v květnu 1943 byl Goldman spolu s Abbou Hillel Silverem zastáncem názoru, že boj proti MacDonaldově bílé knize je krokem k vytvoření židovského společenství.

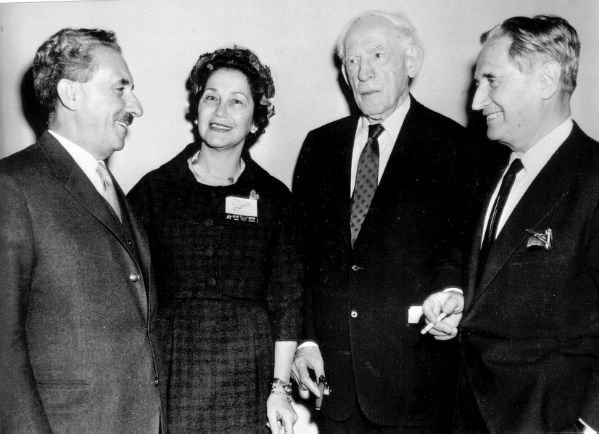
Moše Šaret, Miriam Freund-Rosenthal, Louis Lipsky a Nachum Goldman, 1960

V lednu 1945 se Goldman podílel na vytvoření výboru, který spojil úsilí Amerického židovského spojeného distribučního výboru a Židovské agentury pro záchranu zbytku židovského obyvatelstva v Evropě. Goldman dlouho podporoval vytvoření dvou států v Palestině, jednoho arabského a jednoho židovského; jeho názor byl, že nezávislost je důležitější než kontrola konkrétního území, a jeho definice zněla, že cílem by mělo být vytvoření „životaschopného židovského státu na odpovídajícím území Palestiny“. Po válce aktivně spolupracoval s Davidem Ben Gurionem na vzniku Izraele, ačkoli spolu s Moše Šaretem Ben Gurionovi marně radil, aby vyhlášení nezávislosti odložil a poskytl více času na dosažení diplomatické dohody s Araby.
Goldman působil jako prezident Světového židovského kongresu. Podporoval Izrael v jiných zemích, přestože byl hlubokým kritikem oficiální izraelské politiky. V letech 1956–1968 byl prezidentem Světové sionistické organizace. V této funkci otevřeně kritizoval postup izraelské vlády při únosu Adolfa Eichmanna a vyzýval k předání věci mezinárodnímu soudu. V roce 1962 se stal občanem Izraele a v roce 1969 Švýcarska. V Izraeli nikdy trvale nežil.“

## Názory
Ačkoli byl silným zastáncem sionismu, byl také silným zastáncem myšlenky diaspory, protože se domníval, že by židovský stát neodpovídal všem potřebám židovského národa. Obával se židovské asimilace a bojoval za zlepšení židovského vzdělání, kultury a institucí mimo Izrael.
Kritizoval Izrael za to, že se podle něj příliš spoléhá na vojenskou sílu a že po šestidenní válce v roce 1967 neudělal více ústupků, a zastával názor, že jedinou šancí na dlouhodobé fungování Izraele je přijmout práva Palestinců.
Opakovaně se vyslovil pro mírové soužití mezi Araby a Izraelci: „Židovský stát nemůže mít budoucnost, pokud nedojde k dohodě s Araby.“
V říjnu 1967 se setkal s jugoslávským vůdcem Josipem Titem a požádal ho, aby o jeho nápadech na mírovou dohodu informoval ostatní komunistické vůdce i arabské představitele. Na začátku roku 1970 ho egyptský prezident Gamál Násir pozval na jednání, ale izraelská vládu mu zakázala se tohoto jednání zúčastnit. Pokusy o kontakt s předsedou Organizace pro osvobození Palestiny Jásirem Arafatem v roce 1974 byly považovány izraelskou vládou za velezradu, což Goldman považoval za pošetilý názor. V roce 1982 vyzval izraelského premiéra, aby invazí do Libanonu neoživoval antisionismus a antisemitismus.

V roce 1977 vyjádřil Goldman své zklamání z přístupu Izraele k mírovému procesu:
Za 30 let Izrael nepředložil Arabům jediný mírový plán. Izrael odmítl všechny dohody, které navrhli jeho přátelé i nepřátelé. Zdá se, že nemá jiný cíl než si zachovat status quo a kousek po kousku přidávat další území.

## Publikované práce
- Erez-Israel: Reisebriefe aus Palästina, 1914. [s.l.]: [s.n.] Dostupné online.
- Der Geist des Militarismus. Stuttgart: [s.n.], 1915.
- Von der weltkulturellen Bedeutung und Aufgabe des Judentums. Mnichov: [s.n.], 1916.
- The Autobiography of Nahum Goldmann: Sixty Years of Jewish Life. [s.l.]: Rinehart and Winston, 1969. ISBN 0-03-081337-9.
- Staatsmann ohne Staat. Kolín nad Rýnem: Kiepenheuer-Witsch, 1970. ISBN 3-462-00780-7.
- The Jewish Paradox. [s.l.]: Grosset & Dunlap, 1978. Dostupné online. ISBN 0-448-15166-9.
- Mein Leben als deutscher Jude. Mnichov: Langen-Müller, 1982. ISBN 3-7844-1771-X.
- Zionist Ideology and the Reality of Israel. [s.l.]: [s.n.], 1978. Dostupné v archivu pořízeném dne 2007-01-11.
- 3 práce v jidiš: dostupné online

## Ocenění a odkazy
- V roce 1968 byl vyznamenán řádem Rio Branco.
- Inicioval zřízení muzea Bejt ha-Tfucot na Telavivské univerzitě.